# نامتار
نامتار (سومری: 𒉆𒋻) شخصیتی در دین بین‌النهرین باستان بود که بسته به زمینه خدایی خُرد و یا دیو بیماری در نظر گرفته می‌شد.

## شخصیت و کارکردها
نام نامتار در زبان سومری به معنای «سرنوشت» است.
هیچ گواهی از پیش از دوره بابلی باستان در مورد نامتار در جایگاه یک خدایی به دست نیامده است.
نامتار معمولا در فهرست‌های پیشکش حضور ندارد که نشانهٔ عدم وجود آیین در مورد او است. با این وجود، تقدیم پیشکش به او در چند متن ادبی ذکر شده است (شامل مرگ بیلگمس و  مرگ اور-ناما) که در هر دو مورد، قهرمان نام‌بخش دست به این کار می‌زند.

## ارتباط با سایر خدایان
نامتار سوکال ارشکیگال بود، هر چند در موارد کمتری در مقام سوکال نرگال نیز به او اشاره شده است. در برخی از متن‌ها تنها به او «سوکال جهان زیرین»
(sukkal eresetiki) گفته شده است.

## اساطیر
نامتار در اسطوره نرگال و ارشکیگال در نقش سوکال ارشکیگال ظاهر می‌شود. از آنجایی که ملکهٔ سرزمین مردگان نمی‌تواند به آسمان سفر کند، نرگال در مقام نمایندهٔ او به جشنی در آسمان می‌رود. اکثر خدایان در آن جمع به او احترام می‌گذارند، نرگال چنین نمی‌کند و موجب آن می‌شود که ارشکیگال خواستار فرستادن او به جهان زیرین شود. بعدا، نامتار بار دیگر به آسمان فرستاده می‌شود تا نرگال را که هنگام خواب ارشکیگال به آنجا گریخته، بار دیگر به جهان زیرین برگرداند.
در اسطوره فرو رفتن ایشتار، نامتار همین نقش را دارد. ارشکیگال از او می‌خواهد تا خواهرش ایشتار را به شصت بیماری مبتلا کند و سپس دوباره او را زنده کند و به جهان زندگان برگرداند تا جایگزینی برایش پیدا کند. این عنصر داستان، در اسطوره پیشین سومریِ فرو رفتن اینانا وجود ندارد و در آنجا نامی از نامتار به میان نمی‌آید و اینانا به حکم داوران الهی، می‌میرد.
در آترا-هاسیس، انلیل در ابتدا قصد دارد تا برای مواجهه با سروصدای بشر به نامتار متوسل شود.
در اسطوره انکی و نینماه، گذرا به نامتار اشاره می‌شود که یکی از خدایانی است که به جشن خلقت انسان دعوت شده است.